# Spirorbis catagraphus
Spirorbis catagraphus är en ringmaskart som beskrevs av Cayetano Rovereto 1904. Spirorbis catagraphus ingår i släktet Spirorbis och familjen Serpulidae. Inga underarter finns listade i Catalogue of Life.